# ビルマ国

ビルマ国
ဗမာနိုင်ငံတော် (ミャンマー語)

国歌: တို့ဗမာသီချင်း（ビルマ語）
ドバマ・タチン

ビルマ国（ビルマこく、ဗမာနိုင်ငံတော်、英語: State of Burma）は、1943年（昭和18年）8月1日から1945年（昭和20年）3月27日にかけて、日本占領時期のビルマ（現ミャンマー）に存在した日本の傀儡国家である。

## 成立
1941年（昭和16年）12月26日、アウンサン率いるビルマ独立義勇軍(BIA)が建軍され、日本軍と共にイギリス統治下のビルマへと進軍（ビルマ戦役）、翌1943年4月にはイギリス軍を駆逐して刑務所に収監されていたバー・モウが解放された。日本軍は新政府の指導者となるようバー・モウを説得し、彼を新しく設けた行政府の長官に就任させた。
1943年（昭和18年）8月1日早朝、ビルマ方面軍司令官河辺正三は、バー・モウらを前に軍政施行撤廃を宣言。このあと日本政府・軍の後押しによる独立準備委員会は建国議会の成立と独立を宣言、「ビルマ国」が誕生した。バー・モウは「Naingandaw Adipadi（ビルマ語では国家元首を意味する一般名詞だが日本ではバー・モウがついたこの役職を国家代表と訳することが多い）」に推戴され、訪日時に授与された勲一等旭日大綬章を佩用して就任を宣誓。そのあと閣僚15名と枢密院議員17名を任命した。また即日、日本政府から承認を受け、同盟条約を締結するとともに、ラジオ放送を通じて米英に対し宣戦布告をおこなった。なおビルマ国を承認したのは日本のほかに、ドイツ、イタリア、タイ、中華民国（汪兆銘政権）、満州国、クロアチア、スロバキア、ブルガリア、バチカン市国の9か国である。

## 経緯
しかし独立と同時に締結された「日本国緬甸国軍事秘密協定」により、約20万人の日本軍は引き続きミャンマーへの駐留が認められ、その行動の自由が保障され、軍隊（ビルマ国民軍）と警察に対する指揮権が認められるなど、ビルマ国は独立とは名ばかりの日本の傀儡政権だった。
しかもその日本支配の評判たるや惨憺たるものだった。
日本軍がミャンマーに持ちこんだ憲兵隊は、反日活動の疑いをかけた者を容赦なく拷問にかけ、気に入らないことがあれば一般市民を平手打ちし、コレラの予防注射証明書の提出が遅い女性のスカートを公衆の面前でまくるなど乱暴狼藉を働いた。憲兵隊は「キンペイタイ」と今でもミャンマー語に残り、語り草になっている。また本来裸足入るべきパゴダに軍靴のまま上がったり、ミャンマーではご法度な人前で全裸になって水浴びをしたり、ミャンマーの価値観にそぐわない日本兵たちの行動も顰蹙を買った。
また日本軍は1943年10月以降は制空権を失い、主要都市や軍事基地が英空軍の空襲に晒され、建物・インフラが破壊された。最大の輸出品だった米は国際市場との繋がりを失い輸出量は10分の1まで減少、作付面積と生産量も大幅に減少した。日本軍による飛行場建設、架橋工事、道路工事への強制徴用、インド人労働者の退去により労働力は極端に不足。そんな中で日本軍は軍票を乱発したので、物価は1941年12月から1945年6月にかけて306倍に上昇、ハイパーインフレーションは人々の生活を圧迫した。1942年6月から始まった泰緬鉄道の建設には、ミャンマー人も10万6千人徴用され、劣悪な労働環境と拷問のせいで4万人以上が命を落とした。

## 崩壊
1944年末までにインパール作戦で大敗を喫するなど日本の敗色が濃くなった為、4月25日、南方軍ビルマ方面軍参謀副長磯村武亮の示唆を受けた参謀部情報班所属の浅井得一がバー・モウ暗殺未遂事件を起こす。1945年3月27日、アウンサンは日本及びその指導下にあるビルマ国政府に対してクーデターを起こし、イギリス側に寝返った。
1945年、連合国軍のビルマ奪回を目指す攻勢を受け、日本軍は同年5月にラングーン（現ヤンゴン）から撤退した。それにより、ビルマ国政府は日本に亡命し、元首のバー・モウも8月にはタイ王国経由で日本へ亡命した。同年8月に日本が連合国に降伏したことでビルマ国は事実上解体、戦犯容疑者とされたバー・モウは同年12月に自らイギリス軍へ出頭した。なおこの敗走の過程で、日本軍は第一モールメン・タキン事件、カラゴン事件といった戦争犯罪を引き起こしている。

## その後
現在、ミャンマー政府は、ミャンマー独立をビルマ連邦が成立した1948年としており、ビルマ国との連続性を認めていない。またミャンマー国軍は1945年3月27日の対日一斉蜂起を成立日とし国軍記念日としている（しばしば勘違いされているがビルマ独立義勇軍の成立は12月26日であり、3月27日のミャンマー国軍記念日とは関係がない）。一方でミャンマー政府は1981年4月、独立に貢献した南機関の鈴木敬司ら旧日本軍人7人に、国家最高の栄誉「アウンサン・タゴン（＝アウン・サンの旗）勲章」を授与している。

## 教育政策
インドネシア等と異なり、形式上は独立国であったため、日本語学校の設立など普及活動はなされたものの、日本語や日本文化は必修科目ではなかった。満州国では日本語が学校教育における教授言語とされたのに対し、ビルマ国では選択科目の1つにされたに過ぎず、公用語ともされなかった。英語の非公用語化は順次すすめられ、英語の法令や公文書をビルマ語に置き換える作業が行われた。

## 美術

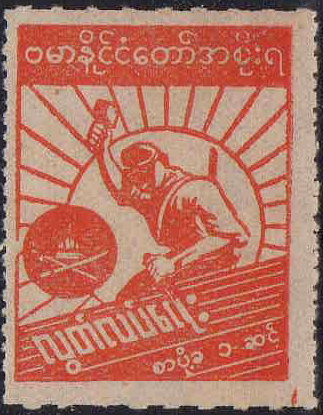
独立記念切手（1943年）

ビルマ国発足に関連して、日本の著名な従軍画家の手により戦争記録画が製作された。それらの多くは戦後、GHQに軍国主義的であると判断されて没収。1970年（昭和45年）、アメリカ合衆国から無期限貸与の形で日本に返還され、いずれも東京国立近代美術館に収蔵されている。
- 『バーモウ・ビルマ国家代表像』（伊原宇三郎 1943年）[6]
- 『ビルマ独立式典図』（小磯良平 1944年）[7]
- 『日緬条約調印図』（小磯良平 1944年）
- 『ラングーンの防空とビルマ人の協力』（鈴木亜夫 1944年）
- 『衛生隊の活躍とビルマ人の好意』（鈴木良三 1944年）
- 『	ビルマ進攻作戦開始』（高田正二郎 1944年）

## ビルマ国政府
最初のビルマ国内閣は、以下のとおりである。
- バー・モウ, 首相兼国家代表
- Thakin Mya, 副首相
- バー・ウィン, 内務相
- ウー・ヌ, 外務相
- テイン・マウン (駐日ビルマ大使)（ビルマ語版）, 財務相（日本駐在ビルマ大使に任命された後、U Setに交替）
- アウン・サン, 国防相
- Thein Maung, 司法相
- Hla Min, 教育・保健相
- タキン・タン・トゥン, 農務相（後に運輸相）
- U Mya, 商工相
- Thakin Lay Maung, 通信・灌漑相
- Bandula U Sein, 福祉・広報相
- Tun Aung, 対日協力相
- Thakin Lun Baw, 公共事業復興相